# 구례 천은사 극락전 아미타후불탱화
구례 천은사 극락전 아미타후불탱화(求禮 泉隱寺 極樂殿 阿彌陀後佛幀畵)는 대한민국 전라남도 구례군 광의면, 천은사에 있는 조선시대의 불화이다. 1987년 7월 16일 대한민국의 보물 제924호로 지정되었다.

## 개요
극락세계에 머물면서 죽은 이의 영혼을 극락왕생의 길로 이끌어준다는 아미타여래가 극락정토에서 설법하는 모습을 그린 후불탱화이다. 탱화란 천이나 종이에 불화를 그려 족자나 액자형태로 만들어 거는 그림을 말한다.
이 그림은 가로 277cm, 세로 360cm 크기로 아미타여래를 중심으로 하여 좌우대칭으로 8보살과 10대제자 사천왕 등이 둥글게 에워싸고 있는 복잡한 구도를 보여주고 있다. 높은 연꽃대좌에 아미타불이 앉아있고 관음보살은 보병을, 대세지보살은 경전을 들고있다. 다른 보살들은 합장한 모습으로 조선 후기 불화형식을 따르고 있으며, 민머리에 망사같은 투명모자를 쓴 지장보살에서 고려 때부터 유행하던 양식을 엿볼 수 있다. 삼베 바탕에 붉은색과 녹색을 주로 사용하였고, 두껍게 채색하여 차분한 느낌을 준다.
영조 52년(1776)에 신암(信菴)을 비롯한 승려화가 14명이 그린 이 그림은 제작연대와 그림의 제목 뿐 아니라 각 등장 인물들의 명칭이 적혀있어 아미타불화 연구에 귀중한 자료가 되고 있다.

## 같이 보기
- 천은사 - 전라남도 문화재자료 제35호
- 구례 천은사 극락보전 - 대한민국의 보물 제2024호

## 참고 자료
- 구례 천은사 극락전 아미타후불탱화 - 국가유산청 국가유산포털